# Escadron de chasse 1/4 Dauphiné
L'escadron de chasse 1/4 Dauphiné était une unité de combat de l'Armée de l'air française. À sa dissolution, il était équipé de Mirage 2000N et installé sur la Base aérienne 116 Luxeuil-Saint Sauveur. Ses avions portaient un code entre 4-AA et 4-AZ.

## Historique

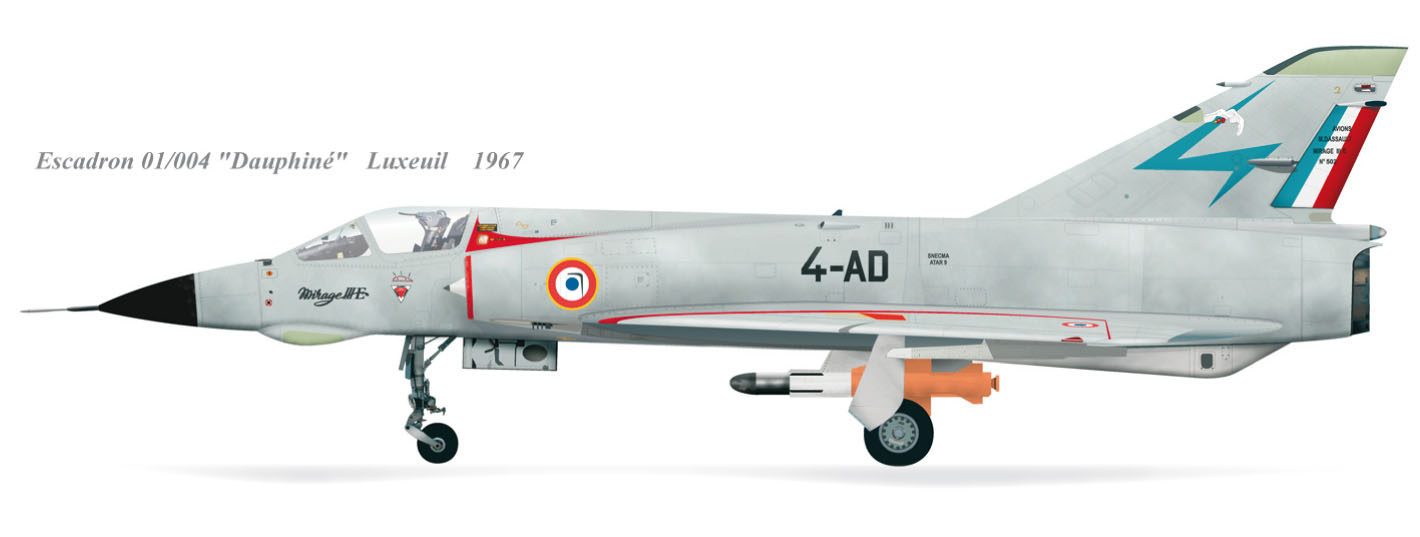
Mirage IIIE du 1/4

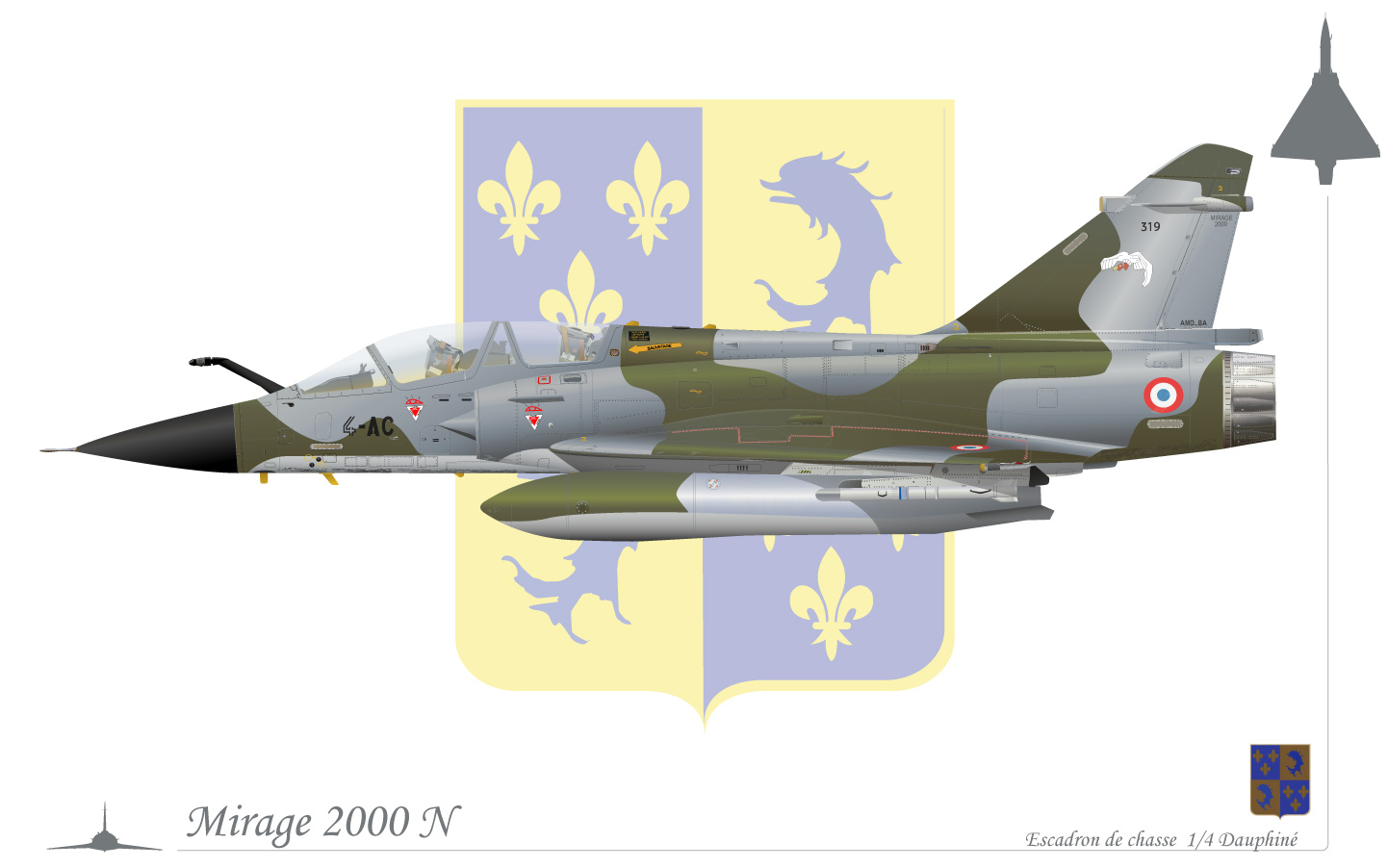
Mirage 2000N du 1/4

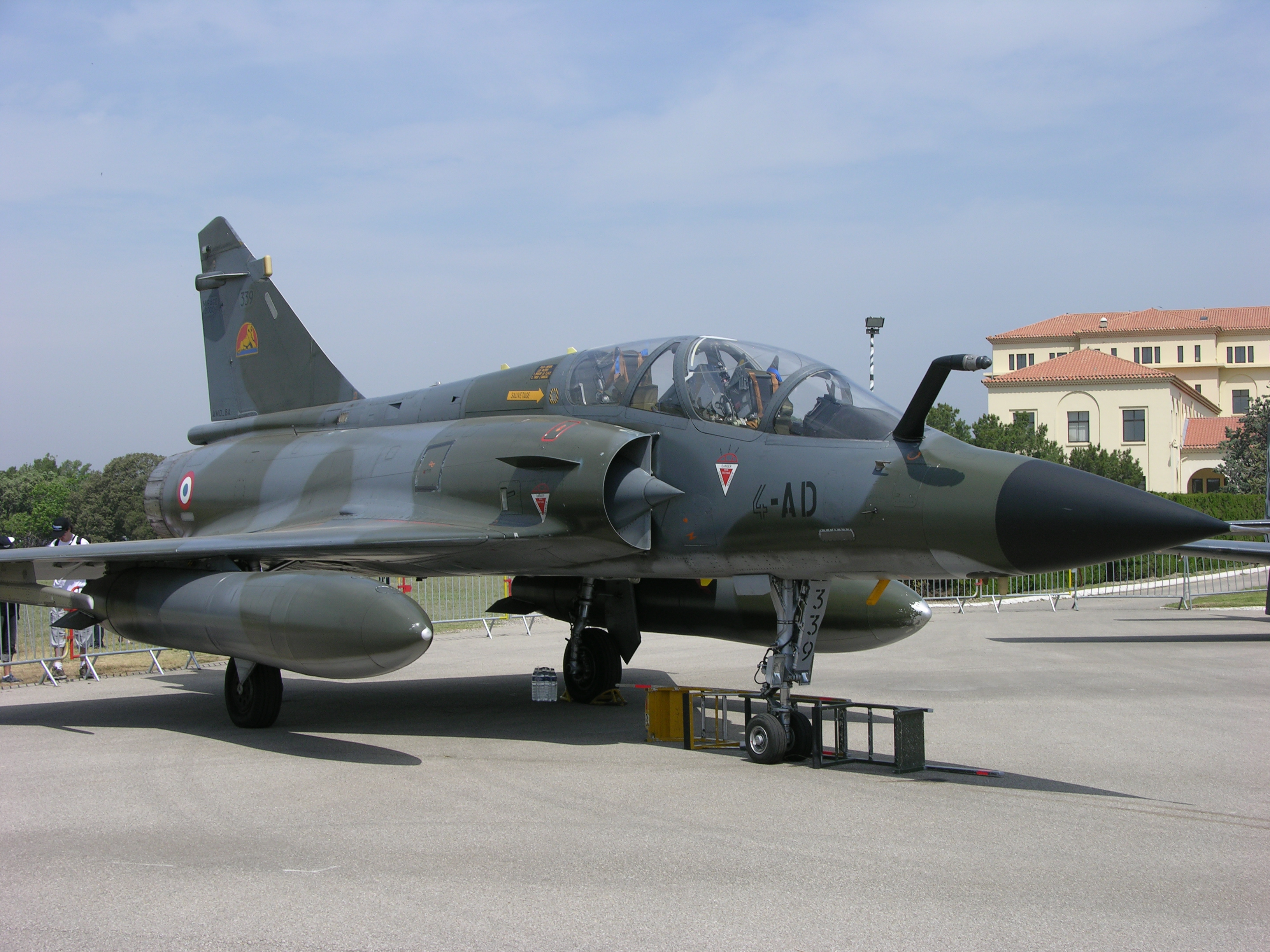
Un Mirage 2000N du 1/4 Dauphiné en 2007. Il porte l'insigne de la SPA92

Le Groupe de Chasse II/3 est créé en septembre 1933 et reprend les traditions des escadrilles SPA 37 Charognards et SPA 81 Lévriers. En 1940, il prend part aux combats de la Campagne de France avec des Dewoitine 520.
Le Groupe de Chasse II/3 est dissous le 1er juillet 1947, recréé le même jour comme Groupe de Chasse I/4 Dauphiné. Stationné à Coblence, il est en cours de transformation sur Supermarine Spitfire avant d'embarquer à Marseille le 19 août 1947 pour l'Indochine française. La première mission a lieu le 18 septembre. Après 16 mois de campagne durant la guerre d'Indochine il regagne l'Europe début 1949 pour prendre ses quartiers à Friedrichshafen puis Bremgarten et enfin Luxeuil en juin 1961.
L'EC 1/4 Dauphiné s'est vu affecter la mission de frappe nucléaire tactique - devenue ensuite pré-stratégique - en 1972 au sein de la FATac. Il était alors équipé de Dassault Mirage IIIE, qu'il conservera une vingtaine d'années avant de passer sur Dassault Mirage 2000N. La première prise d'alerte des Mirage 2000N est marquée par une cérémonie officielle en présence du Président de la République François Mitterrand, le 12 juillet 1988. Le 1er septembre 1991, à la suite de la dissolution de la 4e Escadre de chasse dont elle dépendait, elle passe sous le contrôle des forces aériennes stratégiques.
Depuis 1992, l'escadron avait pour mission secondaire l'assaut conventionnel par tous les temps, de jour comme de nuit. En 1996, en remplacement des Mirage IV, sa mission principale devient la mission de frappe nucléaire stratégique. Les Mirage 2000N sont alors armés de missiles ASMP.
Le 29 juin 2010, l'escadron est dissous.

## Désignations successives
- Groupe de Chasse II/3 Dauphiné : du 1er novembre 1943 au 1er juillet 1947
- Groupe de Chasse I/4 Dauphiné : du 1er juillet 1947 au 1er novembre 1949
- Escadron de chasse 1/4 Dauphiné : du 1er novembre 1949 au 29 juin 2010

Le Dauphiné était rattaché à la 4e Escadre de chasse du 1er mai 1944 au 26 aout 1993.

## Escadrilles
- SPA 37 Charognard : durant toute la vie du Dauphiné. La SPA37 est la quatrième escadrille de l'Escadron de chasse 1/91 Gascogne depuis le 25 juin 2012.
- SPA 81 Lévrier : durant toute la vie du Dauphiné. La SPA81 est la troisième escadrille de l'Escadron de chasse 2/4 La Fayette depuis le 1er septembre 2011.
- SPA 92 Lion de Belfort (du 26 aout 1993 au 29 juin 2010).

## Bases
- Afrique du Nord (novembre 1943 à mai 1944)
- Alto (Corse) (1944)
- Ambérieu (1945)
- Luxeuil (1945)
- Coblence, Mayence (1945-1947)
- Base aérienne 194 Nha Trang (1947-1949)
- Base aérienne 136 Friedrichshafen (1949-1953)
- Base aérienne 136 Bremgarten (1954-1961)
- Base aérienne 116 Luxeuil-Saint Sauveur (1961-2010)

## Appareils
- Hawker Hurricane : 1943
- Bell P-39 Airacobra : 1943-1944
- Supermarine Spitfire Mk.IX (1947-1948)
- P-47 Thunderbolt (1949)
- De Havilland Vampire (1949-1953)
- Dassault Ouragan (1954-1957)
- Republic F-84F Thunderstreak (1957-1967)
- Dassault Mirage IIIE (1967-1988)
- Dassault Mirage 2000N (1988-2010)